# Патриот (телесериал)
«Патрио́т» — российский комедийный телесериал производства компании «Good Story Media». Главную роль сыграл Антон Жижин.
Показ первого сезона телесериала проходил с 10 марта по 2 апреля 2020 года на онлайн-сервисе «PREMIER» и в эфире телеканала «ТНТ». В день премьеры телесериал стал лидером вечернего слота в России по доле просмотров с аудиторией 1,8 миллионов зрителей.
1 ноября 2020 года стартовали съёмки второго сезона. Премьера прошла с 30 августа по 16 сентября 2021 года. 
27 июля 2022 года стартовали съёмки третьего сезона. На телеэкранах демонстрировался с 13 февраля по 9 марта 2023 года.
В июне 2023 года телесериал продлили на четвёртый сезон. Съёмки начались 22 февраля 2024 года. Премьера последнего четвёртого сезона началась на телеканале «ТНТ» 10 февраля 2025 года. Заключительная серия вышла в  эфир 20 февраля 2025 года.

## Сюжет
Спецназовец Александр Кучин после службы по контракту в армии вернулся в родной город Киров. У него есть мечта, чтобы Россия стала лучшей страной на свете и люди в ней жили хорошо. Следуя ей, он пытается перевоспитать нерадивых земляков любыми способами.
Александр со школы влюблён в Елену Сысарину, которая мечтает уехать в Москву и стать звездой. В то же время к нему неравнодушна Екатерина Тетерина — простая девушка, готовая принять его любым, ведь для неё Александр — «настоящий мужчина».

## В ролях
| Актёр                   | Роль |
| ----------------------- | --- |
| Антон Жижин             | Александр Сергеевич Кучин Саня, Куча. Муж Екатерины Тетериной (первый-второй сезоны), муж Елены Сысариной, брат Валерия. Отец Валерия. Служит в ФСБ                                                                                      |
| Алексей Базанов         | Валерий Сергеевич Кучин брат Сани. Охранник в магазине «Мечта» (первый-второй, четвёртый сезоны), продавец магазина «Цветы» (второй, четвёртый сезоны). После событий четвёртого сезона отсидел в тюрьме 6 лет и стал служить в Церкви   |
| Анастасия Талызина      | Елена Викторовна Сысарина в Сети — Елена Монро, в районе — Сыса. Жена Сани, мать Валерия |
| Владимир Сычёв          | Виктор Александрович Сысарин (при рождении Квашнин) отец Ленки, муж / бывший муж Илоны, владелец магазина «Мечта» (первый-второй сезоны), банного комплекса (третий сезон), директор магазина «Мечта» (четвёртый сезон), дедушка Валерия |
| Юлианна Михневич        | Илона Васильевна Сысарина мать Ленки, жена / бывшая жена Виктора бухгалтер магазина «Мечта» (первый-второй сезоны), банного комплекса (третий сезон), владелица магазина «Мечта» (четвёртый сезон)                                       |
| Алёна Савастова         | Екатерина Тетерина подруга, жена Сани (первый-второй сезоны), жена Журавля (с четвёртого сезона), мать Александры |
| Евгения Капралова       | Людмила Михайловна Капитанова (Люся) кассирша |
| Валентина Лукащук       | Любовь Кучина бывшая жена Валеры. С четвёртого сезона — жена Геры, соосновательница рехаба |
| Никита Тарасов          | Андрей Гройзман (первый-второй сезоны) муж Любы |
| Василий Березин         | Стас Глупоченин (первый, третий сезоны) |
| Владимир Афанасьев      | Андрей «Гера» Рублёв местный гопник (первый сезон), сооснователь рехаба (четвёртый сезон) |
| Дмитрий Журавлёв        | Илья Журавлёв (Жура, Журавль) старший лейтенант полиции, подполковник полиции (на конец четвёртого сезона), влюблён в Катю Тетерину. Муж Кати и отец Санечки (четвёртый сезон)                                                           |
| Георгий Бергал          | Марсель Айвазов (Капитанов) (Айваз) младший лейтенант полиции |
| Вильма Кутавичюте       | Карина пастор секты «Вторая Жизнь» (первый сезон) |
| Григорий Дудник         | Максим Валерьевич Кучин сын Валеры, школьник (первый-четвёртый сезоны). После событий четвёртого сезона стал арбитражником |
| Айсулу Азимбаева        | Айза Азимова товарищ Сани из академии ФСБ (второй сезон) |
| Манана Гогитидзе        | Манана Зурабовна владелец магазина «Цветы» (второй, четвёртый сезоны) |
| Антон Риваль            | Вася Глупоченин брат Стаса (второй—четвёртый сезоны) |
| Галина Петрова          | Татьяна Николаевна (баба Таня) неадекватная бабушка Кати |
| Екатерина Новокрещенова | Оксана Миронова (Окси) товарищ Сани из академии ФСБ (третий сезон) |
| Артём Ешкин             | Андрей Скворцов спецназовец (второй—третий сезоны) |
| Роман Богданов          | Юрий Петрович (Здрасьте) бывший владелец банного комплекса (третий сезон) |
| Никита Пирожков         | Никита Пирожков смм-консультант Ленки, (третий-четвёртый сезоны) |
| Игорь Караваев          | Каравай (третий сезон) |
| Ксения Мери             | Натэлла массажистка (третий сезон) |
| Эдуард Аблам            | Игорь Валентинович ветеран труда (второй—третий сезоны) |

## Список сезонов
| Сезон | Сезон | Серии | Первая серия    | Последняя серия  |
| ----- | ----- | ----- | --------------- | ---------------- |
|       | 1     | 17    | 10 марта 2020   | 2 апреля 2020    |
|       | 2     | 20    | 30 августа 2021 | 16 сентября 2021 |
|       | 3     | 16    | 13 февраля 2023 | 9 марта 2023     |
|       | 4     | 17    | 10 февраля 2025 | 20 февраля 2025  |

## Список серий

### Первый сезон
| №  | Премьера   | Описание |
| -- | ---------- | --- |
| 1  | 10.03.2020 | Бравый сержант Саня Кучин возвращается в родной городок, чтобы подготовиться к экзаменам в Академию ФСБ. Случайно он встречает Ленку Сысарину, дерзкую красавицу, в которую он влюблён со школы. Пока Саня пытается обратить на себя внимание Ленки, которой больше всего хотелось бы уехать в Москву и стать звездой, по нему сохнет Катюха Тетерина — простоватая девица, готовая принять его любым, ведь для неё Саня — настоящий мужик, не то, что остальные: гопники, бывшие наркоманы, неплательщики алиментов. Брат Сани Валера устраивает скандал на регистрации брака бывшей жены Любы и проглатывает обручальные кольца, Сане приходится спасать старшего брата от расправы. |
| 2  | 10.03.2020 | Ленка планирует лететь в Москву устраивать скандал на «Дом-2», но её отец против и забирает паспорт. Саня делает Ленке предложение, та отправляет его добывать необходимый ей документ. Катя считает, что Саня в полиции, носит передачи, где работает полицейский Журавлёв, влюблённый в неё с 8 класса. Такая неприятность произошла — Жура чуть без органа не остался. Гера влюбляется в Карину, пасторшу церкви «Вторая жизнь». Валера должен многим деньги и неоднократно страдает из-за этого. |
| 3  | 11.03.2020 | Лена мстит Александру за сорванный побег, снимает его в сторис, как абитуриента Академии ФСБ. Саня нанял Геру и Стаса взломать Ленке аккаунт. Воспитательная работа на районе приносит плоды: два ПТУшника заварили дверь в «Мечте», Люба опаздывает на самолёт в Турцию, Валере приходится решать все проблемы. А в Парке культуры и отдыха проворонит 2-й областной чемпионат пощёчин «По щам!» |
| 4  | 12.03.2020 | Мама Ленки Илона Васильевна, бухгалтер со стажем, сверяет баланс и обнаруживает, что в Ленкину смену была недостача в 40 тысяч. Саня предлагает помощь в поисках вора, но просит не сообщать пока Виктору Санычу. Гера и Стас устраивают вписку для малолеток. Валера считает, что Люба нарочно изменила Максимке фамилию с Кучин на Гройзман, поэтому вписка Стаса и Геры состоится в квартире у Любы и Гройзмана. |
| 5  | 16.03.2020 | Саня и Ленка вспоминают прошлое, их отношения и выясняется, что у них разные версии их расставания в школе. Гера мучается с похмелья, Стас с риском для жизни устраивает личную жизнь. Виктор Саныч узнаёт в бомже друга детства Шайбу, после чего изменяет взгляд на право дочери самой строить и выбирать свою жизнь. Валера деградирует, начинает проводить опыты над бомжами. |
| 6  | 17.03.2020 | Ленка приезжает в Москву, чтобы сняться в эпизодической роли в проходном костюмном сериале. Саня находит работу в секции дзюдо, он будет тренировать детишек по бюджету. Катя преследует Саню. Журавль проводит расследование дела о пропаже кабеля. Люся просит Геру и Стаса усыпить и кремировать смертельно больную собачку Жужу. |
| 7  | 18.03.2020 | Лена познакомилась с подозрительным фотографом и влипла в историю. Саня отправляется в Москву «спасать» Ленку. Максима за «вандализм» забирают в полицию, Валера занимается патриотическим воспитанием сына. Журавль готовит Кате вечер полицейской романтики. Гера ищет «закладку», а находит новых друзей. |
| 8  | 19.03.2020 | Ленка устраивает скандал с родителями и готовится к встрече с подписчиками. Геру, Стаса, Валеру и Люсю удерживает в заложниках человек с кохлеарным имплантом. Саня предлагает Кате встречаться, Журавль вспоминает о детской клятве и предъявляет права на Катюху. |
| 9  | 23.03.2020 | Саня и Катя живут вместе, но полноценным отношениям мешает разговорчивая бабушка Кати и отсутствие межкомнатных дверей. Валера не вспомнил о дне рождения Любы, хорошо, что Максу понадобились деньги. У Журавля и Айваза горит план по репостам. Айваз влюбляется в танец воуг. |
| 10 | 24.03.2020 | В доме напротив 5 дней подряд горит свет, Саня Кучин решает выяснить, в чём дело. И тут появляется вопрос: Саня — это неравнодушный человек с чёткой позицией или просто в каждой бочке затычка? |
| 11 | 25.03.2020 | Саня и Катя целыми днями наслаждаются друг другом. Валера всем наврал, что провёл ночь с Ленкой. Саня устроил в «Мечте» социальный уголок «Корзина добра», где находятся продукты с оканчивающимся сроком годности. Ленка страдает от хейтеров — тяжёлые времена требуют действий, и она решается позлить недовольных подписчиков, разыграв суицид. |
| 12 | 26.03.2020 | Лена хочет отношений без обязательств, только для здоровья. Саня прививает Кате скромность и целомудрие и одевает в бабушкину одежду. Валера шантажирует Любу откровенными фотками с дня рождения, но Люба вооружена — Макс получил с AliExpress Молот Тора и Перчатку Таноса. |
| 13 | 30.03.2020 | Мама Кати приезжает из Владивостока сделать зубы и оказывается в постели с Валерой. Катя вывихнула плечо на секс-качелях. Журавль подозревает Саню в домашнем насилии, а Саня и Катя спешат в ЗАГС. |
| 14 | 30.03.2020 | Чтобы испортить молодожёнам первую брачную ночь, Ленка отправляет пьяную компанию под окна Кучину. Гера и Стас всю ночь готовятся к поздравлению и спорят, кто из них будет Джокером. |
| 15 | 31.03.2020 | Саня, Гера, Стас и Валера проводят ночь в камере. Сане снится кошмар: 2030 год, Россию захватили США, и вся надежда только на него. Что же сделает Саня? |
| 16 | 01.04.2020 | Валера ждёт Саню со вступительных экзаменов, Катя запрещает пьяную вечеринку. Валера подговаривает Ленку рассорить Катю и Саню, а Саня выходит из вагона поезда уже пьяным. |
| 17 | 02.04.2020 | Катя уговаривает Саню приехать на выходные, но тот не может: он дневальный. Гера и Стас теперь блогеры. Ленка принимает участие в челлендже по поеданию сосисок и оказывается в областной больнице с подозрением на перитонит. Люба и Андрей уезжают в Израиль на ПМЖ и пытаются получить от Валеры разрешение на выезд Максимки. |

### Второй сезон
| №       | Премьера   | Описание |
| ------- | ---------- | --- |
| 1 (18)  | 30.08.2021 | Саня Кучин возвращается из Академии ФСБ в родной город на каникулы вместе с товарищем по учебе Айзой. Он верит в дружбу между мужчиной и женщиной, а вот его жена Катя просто в бешенстве и хочет избавиться от нежданного «товарища». Вдобавок на плечи Сани сваливаются заботы о магазине, хозяин которого попал в больничку. Патриот вернулся, и он остается за главного, чтобы навести порядок в родном городе.                                                             |
| 2 (19)  | 30.08.2021 | Саня вспоминает своего отца, которого потерял в детстве. Катя безрезультатно пытается вымолить прощение у Сани, а Ленка злится на батю и не хочет навещать его в больнице. Журавль и Айваз соревнуются с Айзой в попытках доказать, что они сильнее. |
| 3 (20)  | 31.08.2021 | В магазин приходит инспектор МЧС и намекает на ежемесячную мзду. Саня решает поймать взяточника с поличным. Айза устраивает Васе стресс-терапию. |
| 4 (21)  | 31.08.2021 | Катя страдает, и бабушка решает ей помочь, приворожив Саню. Ленка рекламирует собачий приют и призывает подписчиков взять питомца. Айза ловит закладчика и намеревается сдать его в полицию. |
| 5 (22)  | 01.09.2021 | Саня знакомится с Ленкиным поклонником, десантником Скворцовым, и выясняет, что Ленка динамит его. После дня, проведенного с Журавлём, Катя решает дать развод Сане. |
| 6 (23)  | 01.09.2021 | У Кати пропала бабушка. Журавль и Саня порознь отправляются на ее поиски. Люба видит, как Валера унижается перед хозяйкой магазина «Цветы», и предлагает ему другую работу. Валера гордо увольняется из «Цветов», но вскоре вынужден проситься обратно. |
| 7 (24)  | 02.09.2021 | У Айзы давно не было секса, она ведёт себя агрессивно и срывается по пустякам. Катя пишет заявление на Саню о том, что он её избивал и насиловал. Выпутаться из этой ситуации Сане помогает Айза. |
| 8 (25)  | 02.09.2021 | В магазин заходят пьяные девушки с грудным ребёнком. Саня забирает малыша и требует привести мать. Он и Ленка проводят день с ребенком и познают «прелести» родительства. Макс грубит Валере, и Валера решает в воспитательных целях отвести сына в детдом. |
| 9 (26)  | 06.09.2021 | Манана Зурабовна предлагает Валере узаконить их отношения. Валера против. В дело вступают дети Мананы Зурабовны. В магазине «Мечта» отключили свет за неуплату. Саня применяет боевую смекалку и велотренажёр. Батю Ленки выписывают из больницы. Батя пренебрегает советами врача и оказывается в затруднительной ситуации за рулём собственного джипа. |
| 10 (27) | 06.09.2021 | Ленка играет в челлендж с Олегом Монголом, выполняя различные дурацкие задания. На задании проколоть пупок у Ленки возникают непреодолимые препятствия. У Люси день рождения, но её никто не поздравляет. Люся с горя напивается на рабочем месте. |
| 11 (28) | 07.09.2021 | Валера, чтобы избежать свадьбы с Мананой, симулирует смерть. Дело доходит до похорон. Выполняя завещание Валеры, Саня приглашает на похороны Ольгу Бузову. Журавль собирается с Катей на концерт Майданова. Гражданский пиджак не лезет на Журавля. Журавль решает надеть под пиджак корсет. |
| 12 (29) | 07.09.2021 | Айза учит Люсю готовить пельмени в чайнике, сливает кипяток в унитаз, унитаз ломается. Саня вызывается всё починить. Макс играл в телефон и упал в канализационный люк, пытался выбраться и перекрыл воду на районе. |
| 13 (30) | 08.09.2021 | Ленка и Саня пытаются помирить Маму и Батю. Батя, пользуясь временной свободой, отправляется в массажный салон. Люсю терроризирует извращенец-эксгибиционист. Айваз и Айза пытаются его поймать, но он очень быстро бегает. У Васи сегодня комиссия по инвалидности, но как назло возвращается чувствительность ног. |
| 14 (31) | 08.09.2021 | Валера и Макс экспериментируют с «неубиваемыми» кроссовками. Журавль живёт у Кати и нечаянно обижает Бабушку. Катя требует, чтобы Журавль извинился, но это не так просто. На магазин «Мечта» падает высоковольтный провод… |
| 15 (32) | 09.09.2021 | Гера и Вася устраиваются продавцами в «Цветы». Валера сообщил им, что Манана будет требовать близости. Парни нервничают. Валера в интернете познакомился с девушкой, пригласил на свидание. У девушки оказалась третья стадия рака. Валера помогает ей исполнять последние желания. Макс работает охранником вместо Валеры. Неожиданно в магазин заходит его учительница по математике. У Ленки свидание с победителем конкурса подписчиков. Саня следит за Ленкиным свиданием. |
| 16 (33) | 09.09.2021 | Саня ждет встречи с куратором из Академии. И случайно ест таблетку экстази. Ленка пытается помочь Сане избежать неприятностей. Катя третирует Журавля, требует машину. Журавль договаривается взять машину на штрафстоянке из невостребованных. Вася ворует из мобильного донор-центра собственную кровь. |
| 17 (34) | 13.09.2021 | Саня возвращается из Академии и наступает на «мину». Гера, Валера и Вася ждут Саню на мальчишник. Для этого же Айза нашла бронетранспортер. Айваз и Люся собрались подать заявление, но выясняется, что Айваз не знает, где его паспорт. |
| 18 (35) | 14.09.2021 | Саня хочет извиниться перед Катей за то, что считал её предательницей. Катя отказывается его простить просто так. Айза поставила Сане «жучок» и вместе с Ленкой слушает, что делает Саня у бывшей. У Андрея проблемы с потенцией. |
| 19 (36) | 15.09.2021 | Саня лежит избитый и просит Ленку навестить подопечного старичка. Люба приходит с приставом и описывает Валерино имущество. В рамках рекламной кампании Вася поменял имя и фамилию на Пельмень Счастливый. |
| 20 (37) | 16.09.2021 | Журавль ведёт расследование пожара в магазине «Мечта». В этот день была свадьба Сани и Ленки. Батя Ленки в празднике не участвовал, отмечал день пограничника. Люся и Айваз праздновали собственную свадьбу. Катя пыталась сорвать свадьбу. |

### Третий сезон
| №       | Премьера   | Описание |
| ------- | ---------- | --- |
| 1 (38)  | 13.02.2023 | Саню отстраняют от учёбы в Академии ФСБ до получения результата ДНК-теста, и он отправляется на отдых в Сочи с новой напарницей Окси и Ленкой. На пепелище магазина бати Ленки строят храм. |
| 2 (39)  | 13.02.2023 | Саня после трехдневного дебоша просыпается в фойе гостиницы. Его, Ленку и Окси выселяют, и они едут домой. Друг бати Ленки во время застолья переписывает на него банный комплекс. А Валера открывает массажный салон при банях. |
| 3 (40)  | 14.02.2023 | Валера пускает жить в вагон Геру и Стаса с условием, что они найдут ему массажистку. Гера и Вася приводят Натэллу. Пока Саня занимается поиском родственников, Ленка нанимает смм-менеджера Никиту. |
| 4 (41)  | 15.02.2023 | Саня и Ленка хотят завести ребёнка, но у Ленки не получается забеременеть. Когда в банный комплекс приезжает семья язычников, Саня просит у главы семейства совета по продолжению рода. |
| 5 (42)  | 16.02.2023 | У Сани есть два билета на концерт военной песни, но с ним никто не хочет идти. Меж тем сммщик предлагает Ленке выступить со стендапом. Окси берёт мастер-класс по массажу у Натэллы, чтобы порадовать Журавля. |
| 6 (43)  | 20.02.2023 | Катя рисует себе синяк, чтобы получить айфон от Скворцова. Бабушка приходит к Сане и просит его разобраться со Скворцовым. Валера учит Макса кататься на велосипеде. Гера и Вася плавят телефоны, чтобы добыть из них драг металлы. Встречают Стаса.                                                                                         |
| 7 (44)  | 21.02.2023 | Саня пытается разобраться со своей родословной, находит летописца фамилии Кучины. Ленка и Никита снимают тик-токи на кладбище. Валера увидел у Макса маникюр, пытается с этим разобраться. Люба начинает спиваться. |
| 8 (45)  | 22.02.2023 | Ленка и Никита попадают в плен к Маньяку, он заставляет учить французский язык и хорошие манеры. Каравай приглашает Люсю на свидание в бассейне. Айваз ревнует. Саня с Максом идут извиняться перед учителем, над которым издевался Макс. Гера, Вася и Стас ведут треш-стрим по поиску Ленки. Валера беспокоится из-за Любиного алкоголизма. |
| 9 (46)  | 23.02.2023 | Первая в истории российского телевидения серия-мюзикл про спасение Ленки и Никиты. |
| 10 (47) | 27.02.2023 | Саня приводит в баню парализованного деда, за которым присматривает. Валера устраивает старику праздник души и тела. А Никита предлагает Ленке вернуться в дом маньяка, чтобы поснимать там контент. |
| 11 (48) | 28.02.2023 | В банный комплекс случайно попадает Александр Емельяненко. Ленка сидит под домашним арестом без средств связи, а Саня устраивает себе день маскировки. |
| 12 (49) | 01.03.2023 | Батя и мама Ленки находят старую видеокассету с домашним видео. Гера и Вася подрабатывают у Кати аниматорами и теряют ребенка. |
| 13 (50) | 02.03.2023 | Ленка обижена на Саню и сбегает от него в Москву на съемки вместе с Герой и Васей. В банный комплекс приезжает телевидение снимать сюжет про Саню. |
| 14 (51) | 06.03.2023 | У Сани тупик в отношениях с Ленкой, он просит братского совета у Валеры. Валера спасает Любу от алкоголизма шоковой терапией. Ленка снимается на передаче, а Стас пытается попасть в шоу-бизнес. |
| 15 (52) | 07.03.2023 | Саня признаётся Ленке в измене, а Ленка в отместку устраивает кое-что неожиданное. Гера и Вася снимают челлендж, где Вася должен изображать собаку. Люба и Макс хотят уехать в Израиль, но у Валеры свои планы. |
| 16 (53) | 09.03.2023 | В банном комплексе появляется отец Кучиных, который хочет убить Саню. Родители Ленки разводятся. Катя признаётся, что беременна. |

### Четвёртый сезон
| №       | Премьера   | Описание |
| ------- | ---------- | --- |
| 1 (54)  | 10.02.2025 | Саня Кучин готовится к написанию диплома в академии ФСБ, но никак не может определится с темой. Просится вернуться на родину, попроведать родных, беременную Катю и привести в порядок голову. Ему дают только 24 часа. За время визита в родной город узнает, что родной брат с семьей и друзьями бомжуют, Ленка так и не вернулась из Армении, родители Ленки развелись, но вернули себе магазин Мечта, Журавль пустил слух для беременной Кати, что Саня погиб. Герой остается решать проблемы близких! |
| 2 (55)  | 10.02.2025 | Саня Кучин в новоиспеченном доме организует трудовую коммуну, которая и будет темой его диплома. Валера отказывается подчиняться установленным жестким правилам, уходит из коммуны. В город возвращается Ленка с чёрным американцем Чендлером, ее новым бойфрендом. Саня, переступив через себя, решает помочь Чендлеру добиться Ленки. Катя страдает от тяжело проходящей беременности. Журавль просит Саню Кучина подыграть ему в том, что он умер. Мама Ленки становится владелицей магазина Мечта, готовится к открытию, набирает персонал и в том числе своего бывшего мужа, как охранника магазина. Валера устраивается директором магазина Мечты. Сколько продержится Валера? |
| 3 (56)  | 11.02.2025 | Саня Кучин начинает чувствовать, что ревнует Ленку к Чендлеру, хотя считал, что всё в прошлом. Магазин "Мечта" готовится к торжественному открытию. Валера, который недолго продержался на должности директора из-за проблем с алкоголем, начинает бомжевать и его подбирает Манана Зурабовна в ожидании плотских утех. Сам Валера не в восторге от подобных перспектив. Кучин проникает в автодом Чендлера и проверяет все его видеозаписи на предмет компромата. В связи с провалом открытия магазина и дракой, которую Кучин прекращает, к исполнению обязанностей директора магазина "Мечта" приступает отец Ленки, вернувшийся после развода на фамилию Квашнин. |
| 4 (57)  | 11.02.2025 | Саня Кучин обуреваем отцовскими чувствами к будущему ребёнку от Катерины. Журавлёв, воспользовавшись этим, предлагает ему купить вещи для ребёнка и получает в своё распоряжение его банковскую карточку, а Кате говорит, что карточку он забрал у Кучина "ещё при жизни". Катерина решает, что "умершему" Кучину деньги ни к чему и впадает в покупательский азарт, что вынуждает самого Кучина "ожить" и остановить бессмысленные траты. Катя заявлет, что не нуждается в Сане, а остаётся с Журавлём. Гера начинает лечить Любу от алкоголизма и добивается успехов. |
| 5 (58)  | 12.02.2025 | Саня Кучин решил вывезти всю мужскую часть его коммуны в лесную баню, попутно забрав Валеру и даже Чендлера. На фоне трудностей лесной жизни у него обостряются отношения с Чендлером из-за Лены, а у Валеры обостряются отношения с Герой из-за Любы. В порыве гнева Валера случайно сжигает баню с вещами, а Василий находит щенка, который оказывается волчонком. В результате, вся команда без одежды бежит от стаи волков. Обеспокоенная их долгим отсутствием женская часть коллектива спасает мужскую от неминуемой гибели, выехав в лес на автодоме Чендлера. Катя "достаёт" Журавлёва своими извращёнными вкусами к еде и запахам. |
| 6 (59)  | 12.02.2025 | Манана Зурабовна выгоняет Валеру из цветочного магазина, так как он не оправдал её ожиданий и он пытается вернуться в коммуну, но неожиданно, при голосовании о возвращении в коммуну, его сын Макс решающим голосом выступает против. Теперь уже бывший муж Илоны Виктор Квашнин узнаёт, что у его бывшей жены есть молодой любовник, которого он решает вызвать на дуэль, переходящую в соревнование, с плачевным для себя результатом. Ленка случайно травмируется и Саня доставляет её в травмпункт, где, после введения ей седативных препаратов, слышит от неё неожиданные подробности. Валера пытается различными способами подкупить Макса по вопросу голосования о возврате в коммуну, но тот непреклонен. Отчаявшийся Валера вынужден вернуться в объятия Мананы Зурабовны, хотя думает о Любе. |
| 7 (60)  | 12.02.2025 | Катькина неадекватная бабушка Таня, одев форму Журавлёва, проходит к нему в отделение и говорит, что мечтает познакомиться с режиссёром Ларсом фон Триером. Журавлёв, который отчаянно хочет от неё избавиться, начинает ей помогать, для чего привлекает к афере похожего на фон Триера жителя города. Ленка объявляет подписчикам, что Саня Кучин якобы ищет свою вторую половинку, что приводит к появлению отчаянной и дерзкой Розы. В команде с явно понравившейся ему Розой они проходят иммерсивный квест на выживание против команды Ленки и Чендлера. Прохождение квеста выявляет невидимые нити, связывающие Саню Кучина и Лену Сысарину и Чендлер понимает это. Это понимает также и Роза и уходит из жизни Сани.                                                                              |
| 8 (61)  | 13.02.2025 | Продавщица Люся бросает работу в магазине после того, как из-за финансовых проблем ей заплатили за работу продуктами. Кучин отправляет на помощь Геру и Любашу, которые явно симпатизируют друг другу. Он заступает на работу охранником, она- продавщицей. Это всё нервирует отчаянно ревнующего Валеру, который осуществляет коварный план и склоняет к выпивке уже месяц как трезвую Любу. Гера в бешенстве, но положение спасает Манана, которая прилюдно решает забрать Валеру к себе, тем самым сводя ещё ближе Геру и Любу. Ленка пытается наладить отношения с Чендлером и решается на крайние меры. Но тут они попадают в опасную ситуацию, из которой их вызволяет благородный Саня Кучин, который рискнул своей жизнью и теперь балансирует на грани жизни и смерти.                           |
| 9 (62)  | 13.02.2025 | TBA |
| 10 (63) | 13.02.2025 | TBA |
| 11 (64) | 17.02.2025 | TBA |
| 12 (65) | 17.02.2025 | TBA |
| 13 (66) | 18.02.2025 | TBA |
| 14 (67) | 18.02.2025 | Саня неожиданно попадает в загадочную подземную цивилизацию, где сталкивается с альтернативным образом жизни. Перед ним встаёт сложный выбор. |
| 15 (68) | 19.02.2025 | Все готовятся к свадьбам и праздникам, но происходит неожиданный поворот: герои оказываются в загробном мире, где им предстоит переосмыслить свою судьбу. |
| 16 (69) | 19.02.2025 | Саня едет в Москву, защищать диплом. Ленка после операции тоже в Москве, но участвует в стриме трэш-блоггера. Удастся ли Сане и диплом защитить и Ленку от позора спасти? Валера вступается за сына перед уличной группировкой. Что окажется убедительней Слово пацана или слово отца? |
| 17 (70) | 20.02.2025 | Саня и Ленка наконец расписываются в ЗАГСе, но вместо спокойного дня их ждёт сюрприз — Коммуна и родственники готовят банкет с неожиданным гостем, звездой Фабрики звёзд Антоном Зацепиным. Гера делает предложение Любе, а Валера решается на решительный шаг. В результате герои оказываются в загробном мире, где им предстоит переосмыслить свою жизнь. Сколько из них выживет и как сложится их судьба? |

## Музыкальное оформление
| Исполнитель                         | Композиции               |
| ----------------------------------- | ------------------------ |
| «The Hatters»                       | На дальней станции сойду |
| «The Hatters»                       | Moscow - Washington      |
| «The Hatters»                       | Russian style            |
| «The Hatters»                       | Танцы                    |
| «The Hatters»                       | Face                     |
| «The Hatters»                       | Романтика (Медлячок)     |
| «Любэ»                              | От Волги до Енисея       |
| «Любэ»                              | Солдат                   |
| Валерий Леонтьев                    | Исчезли солнечные дни    |
| Элджей                              | Hey Guys                 |
| Монеточка                           | Нет монет                |
| Монеточка                           | Ночной ларёк             |
| Потап и Настя                       | Чумачечая весна          |
| Maruv                               | Siren Song               |
| Zivert                              | Life                     |
| «Манго-Манго»                       | Пули летят               |
| Клава Кока                          | Пьяную домой             |
| Ольга Бузова                        | Танцуй под Бузову        |
| Manizha                             | Russian Woman            |
| Sqwoz Bab & The First Station       | Ауф                      |
| Хабиб                               | Ягода малинка            |
| Mia Boyka & Егор Шип                | Пикачу                   |
| MORGENSHTERN                        | Show                     |
| GSPD                                | Евродэнс                 |
| Клава Кока & NILETTO                | Краш                     |
| GAYAZOV$ BROTHER$ & Filatov & Karas | Пошла жара               |
| Яна                                 | Одинокий голубь          |

## Критика
Телесериал получил преимущественно низкие оценки кинокритиков. Обозреватель Film.ru Алихан Исрапилов писал: «Для сериала, который создатели позиционируют как „народную комедию“, оторванность от реальности и неправдоподобность происходящего является, кажется, большей проблемой, чем постоянные актёрские промахи или слабая политическая сатира, которая, как казалось, должна была стать ядром истории».